# A magyar korona pénzérméi
A magyar korona pénzérméi az első világháború után függetlenné vált Magyar Királyság pénzrendszerének részét képezték. A Monarchia összeomlása után egy darabig még az osztrák-magyar korona pénzei maradtak forgalomban, de a súlyos aprópénzhiány miatt ezt sürgősen pótolni kellett. Bár különféle tervezetek és próbaveretek készültek, ténylegesen csak a háború alatt is vert tíz- és húszfilléresek újabb veretei kerültek forgalomba. Az infláció később szükségtelenné tette az érmekibocsátást, s a pengő bevezetéséig fémpénzek már nem vettek részt a készpénzforgalomban.

## Története
Az első világháború után a körmöcbányai pénzverde – mely 1871 óta Magyarország egyetlen pénzverdéje volt – csehszlovák területre került, ezért a gépeket 1918. október 25-30 között leszerelték és Budapestre szállították, ideiglenesen a Soroksári úti dohányraktárban helyezték el. A Károlyi-kormány idején nem volt idő foglalkozni az aprópénzhiány problémájával.
A Tanácsköztársaság rendeletére a verőgépeket átszállították a csepeli Weiss Manfred Lőfegyver- és Tölténygyárba. A vasmű és fémmű csarnokaiban 1919. április 3-án megkezdték meg az acél húszfilléresek (1916. és 1918 évszámmal), később a tízfilléresek (1915. és 1918. évszámmal) verését. A pénzveréshez az eredeti körmöcbányai verőtöveket használták. Történtek előkészületek aranypénz verésére is, ez azonban a Tanácsköztársaság bukása miatt nem valósult meg.
A Tanácsköztársaság bukása után is folytatódott a pénzverés: 1920 elején tíz- és húszfilléresek verését rendelte el a Pénzügyminisztérium, ezeket szintén a körmöcbányai verőtövekkel, de már aktualizált évszámmal verték. Közben intézkedtek a pénzverde végleges elhelyezéséről is. Az Üllői út 102. alatti épületet 1925. augusztus 2-án kezdték el építeni Reich Gusztáv tervei szerint, és 1926 márciusában kezdték el a munkát, immár a pengőérmék verésével.

## Forgalmi veretek
A háború után forgalomba került valamennyi érmét Csepelen verték. Küllemükben megegyeztek a korábbi veretekkel, a verdejegy is K·B maradt, csak az évszámot változtatták. 1920-1922. évszámmal készültek a veretek.
| Kép                                            | Kép    | Névérték | Műszaki paraméterek | Műszaki paraméterek | Műszaki paraméterek | Műszaki paraméterek | Leírás | Leírás                                                | Leírás                 | Dátumok    |
| Előlap                                         | Hátlap | Névérték | Átmérő              | Vastagság           | Tömeg               | Összetétel          | Perem  | Előlap                                                | Hátlap                 | Első veret |
| ---------------------------------------------- | ------ | -------- | ------------------- | ------------------- | ------------------- | ------------------- | ------ | ----------------------------------------------------- | ---------------------- | ---------- |
|                                                |        | 10 f     | 19 mm               | 1,5 mm              | 3,0 g               | 100% Fe             | Recés  | MAGYAR KIRÁLYI VÁLTÓPÉNZ, Szent Korona, verési évszám | Értékjelzés, verdejegy | 1915.      |
|                                                |        | 20 f     | 21 mm               | 1,6 mm              | 3,33 g              | 100% Fe             | Sima   | MAGYAR KIRÁLYI VÁLTÓPÉNZ, Szent Korona, verési évszám | Értékjelzés, verdejegy | 1916.      |
| A képeken 2,5 pixel felel meg 1 milliméternek. |        |          |                     |                     |                     |                     |        |                                                       |                        |            |

## Próbaveret
Berán Lajos 1922 évszámmal készült ötkoronás próbaverete ismert. Nikkelen kívül más fémekből is készült.
| Kép                                            | Kép    | Névérték | Műszaki paraméterek | Műszaki paraméterek | Műszaki paraméterek | Műszaki paraméterek | Leírás | Leírás                                            | Leírás                     | Dátumok    |
| Előlap                                         | Hátlap | Névérték | Átmérő              | Vastagság           | Tömeg               | Összetétel          | Perem  | Előlap                                            | Hátlap                     | Első veret |
| ---------------------------------------------- | ------ | -------- | ------------------- | ------------------- | ------------------- | ------------------- | ------ | ------------------------------------------------- | -------------------------- | ---------- |
|                                                |        | 5 K      | 24 mm               | 2 mm                | 1,88 g              | 100% Ni             | Recés  | MAGYAR KIRÁLYI, angyalos középcímer, búzakalászok | Értékjelzés, verési évszám | 1922.      |
| A képeken 2,5 pixel felel meg 1 milliméternek. |        |          |                     |                     |                     |                     |        |                                                   |                            |            |

## Tervezetek
A Tanácsköztársaság idején az 5 és 10 korona névértékű ezüst- valamint a 200 korona névértékű aranypénzek tervezeteit készítették el gipszből és bronzból. Tervezőik Beck Ö. Fülöp és Ferenczy Béni. Az előállításhoz legközelebbi fázisba a kétszáz koronás tervezete jutott. Az elkészült terveket a Tanácsköztársaság bukása után a művészek rejtegették, majd egy részüket külföldön értékesítették. Ma a Magyar Nemzeti Múzeumban, illetve külföldi gyűjteményekben találhatók meg.

### Magyarul
- Adamovszky István. Magyar érme katalógus 1892-2008. adamo, Budapest (2008). ISBN 978-963-87497-1-0
- Leányfalusi Károly, Nagy Ádám. A korona-fillér pénzrendszer – Magyarország fém- és papírpénzei 1892-1925. Magyar Éremgyűjtők Egyesülete, Budapest (2006). ISBN 963-229-523-4
- Dr. Unger Emil. Magyar éremhatározó. Ajtósi Dürer Kiadó, Budapest (1997). ISBN 963-8314-09-5
- Ambrus Béla. A Magyarországi Tanácsköztársaság pénzrendszere. Akadémiai Kiadó, Budapest (1979). ISBN 963-05-1730-2

### Németül
- Austria Netto Katalog Österreich - Münzkatalog 2008 (Münzen ab 1780 mit Banknoten ab 1759) [ANK Ausztria Érmekatalógus 2008 (érmék 1780-tól, bankjegyek 1759-től)]. Netto-Marktpreiskatalog „Austria", Wien (2008). ISBN 3-901678-97-2